# Арси-сюр-Об
Арси́-сюр-Об (фр. Arcis-sur-Aube) — коммуна во Франции, находится в регионе Шампань — Арденны. Департамент — Об. Административный центр кантона Арси-сюр-Об. Округ коммуны — Труа.
Код INSEE коммуны — 10006.
Коммуна расположена приблизительно в 140 км к востоку от Парижа, в 50 км южнее Шалон-ан-Шампани, в 27 км к северу от Труа.

## Население
Население коммуны на 2008 год составляло 3019 человек.
| 1962 | 1968 | 1975 | 1982 | 1990 | 1999 | 2008 |
| ---- | ---- | ---- | ---- | ---- | ---- | ---- |
| 2856 | 3213 | 3390 | 3216 | 2855 | 2841 | 3019 |

## Экономика
В 2007 году среди 1802 человек в трудоспособном возрасте (15—64 лет) 1289 были экономически активными, 513 — неактивными (показатель активности — 71,5 %, в 1999 году было 68,6 %). Из 1289 активных работали 1066 человек (598 мужчин и 468 женщин), безработных было 223 (108 мужчин и 115 женщин). Среди 513 неактивных 125 человек были учениками или студентами, 164 — пенсионерами, 224 были неактивными по другим причинам.

## Достопримечательности
- Замок XVIII века. Памятник истории с 1983 года[3]
- Церковь Сент-Этьен (XVI век). Памятник истории с 1840 года[4]
- Вблизи городка 20-21 марта 1814 года состоялось сражение при Арси-сюр-Обе между армией Наполеона и Главной армией союзников в ходе кампании 1814 года.

## Города-побратимы
- Гомаринген (Германия)

## Фотогалерея
- Церковь Сент-Этьен
- Банк
- Мост через реку Об
- Памятник Дантону